# Piekło (Dąbrowa Górnicza)
Piekło – mała dzielnica (kolonia) miasta Dąbrowa Górnicza, dawniej jako kolonia (przysiółek) Gołonoga, z którym początkowo należała do gminy Olkusko-Siewierskiej. 

## Historia
W XVIII w. właścicielami byli Mieroszewscy. Mieszkali i pracowali tutaj smolarze wypalający smołę i węgiel drzewny. Miejsce to zawdzięcza swoją nazwę zapewne wyglądowi otoczenia, przypominającemu nieco czeluście piekielne, jak i smolarzom przy pracy. W przysiółku znajdował się również młyn.

## Geografia
Kolonia Piekło  położona jest 4,5 km na płn.-wsch. od centrum Dąbrowy Górniczej, pomiędzy zbiornikami wodnymi: Kuźnica Warężyńska - Pogoria IV (od północy), Pogoria II (użytek ekologiczny) (od pd.-wschodu) i Pogoria III (od południowego wschodu). Piekło od pn.-wschodu sąsiaduje z małą kolonią Kostury.
Zabudowę stanowią zarówno domki jednorodzinne, jak też osiedle mieszkaniowe. 22 września 2005 otwarto nową drogę łączącą Piekło z dzielnicą Antoniów. Nosi ona nazwę od nazwiska Józefa Unruga (1884–1973), kontradmirała, dowódcy obrony Wybrzeża i Helu.
Na terenie dzielnicy do końca 2017 roku znajdowało się Przedsiębiorstwo Przerobu i Obrotu Złomem Metali HK-CUTIRON Sp. z o.o. (ul. Jasna 54). Był to jedyny zakład, w którym dokonywano rozbiórki czołgów i wozów pancernych byłej armii wojsk Układu Warszawskiego. Stosowano specjalnie opracowaną w tym celu technologię.

## Komunikacja
Komunikację autobusową z centrum miasta zapewnia linia autobusowa nr 656 (Mydlice – Dąbrowa Górnicza – Ząbkowice Dworzec PKP). Przez Piekło przechodzi linia kolejowa nr 183 dla pociągów towarowych Ząbkowice – Brzeziny Śląskie ze stacją Dąbrowa Górnicza Piekło (budynek stacyjny zlikwidowany w 2005).

## Turystyka i wypoczynek
W pobliżu przepompowni wody na zbiorniku Pogoria III, utworzono ośrodek sportów wodnych.
Przez Piekło biegnie turystyczny Szlak Dwudziestopięciolecia PTTK (zielony) oraz ścieżki rowerowe (m.in. wokół jeziora Pogoria III).

## Ulice
- Jasna
- Kostury (kolonia Kostury)
- Unruga, Józefa
- Zakładowa
- Jasińskiego
- Zakątek

## Zabytki
W dzielnicy znajduje się kilka ponad stuletnich domów oraz drzew.